# Friedrich Koch
Friedrich Ernst Koch (Berlino, 3 luglio 1862 – Berlino, 30 gennaio 1927) è stato un compositore e violoncellista tedesco.
Nacque a Berlino e studiò violoncello con Robert Hausmann e composizione con Woldemar Bargiel alla Hochschule für Musik. Lavorò come violoncellista nella Royal Orchestra di Berlino tra il 1882 e il 1891, dopo di che ha accettato una posizione come direttore musicale (Kapellmeister) per Baden-Baden. Un anno dopo, tornò a Berlino, dove si concentrò sulla composizione e l'insegnamento, diventando infine professore e direttore di teoria alla Musikhochschule dove aveva studiato. Kurt Weill, Pablo Sorozábal, Boris Blacher e Paul Kletzki erano tra i suoi numerosi studenti.